# KK-principen
KK-principen eller KK-teorin är en princip inom epistemisk logik som säger att "om man vet att P är fallet, då vet man att man vet P är fallet". Det betyder att man inte kan veta att P är, om man inte vet om ens kunskap om P är korrekt. Dess tillämpning inom vetenskapen kan uttryckas på det sättet att den inte bara måste motivera sina kunskapsanspråk utan också motivera sin metod för att motivera. Principen beskrivs också som kunskapsreflexivitetsstrid.

## Princip
I formell notation kan tesen uttryckas som: "Kp→KKp" (ordagrant: "Att veta p innebär att man känner till p"). Det sägs att den breda acceptansen av tesen styrde många vetenskapsfilosofer mot skepticism eftersom tesen har oändlig regress och att veta tolkas som "att veta med säkerhet att man vet". Principen håller också att informationsoberoende har epistemologiska konsekvenser. En tillämpning av principen kan involvera Humes skepsis, som menar att det inte är möjligt att veta vilken induktionshypotes som behövs för att bestämma den härledda kunskapen att P från vad som redan är känt. Detta leder slutligen till den Humeanska skeptiska slutsatsen om den uppnås med hjälp av KK-hypotesen.
En redogörelse går så långt som att säga att tesen är falsk på grund av dessa skäl eftersom alla argument som beror på den är otillfredsställande. Det sägs också att tesen hade varit omtvistad sedan införandet av den epistemiska logiken av Jaakko Hintikka 1962. Det finns samtida epistemologer som påpekade att skepticism kan förkastas genom att förkasta KK-principen men att göra det betyder att man också förkastar idén om kunskap.
KK-principen är intressant för filosofer då den har viss relevans angående frågan om den epistemiska logiken är en gren av  modallogiken.

## Historik
KK-principen har förknippats med föreställningen om kunskapens ofelbarhet sedan forntida filosofer ibland karakteriserade den senare enligt den förres termer. Platons syn på ofelbarhet, till exempel, kan närma sig enligt dess ramar, särskilt när det gäller hans ståndpunkt i Theatetus att sanning endast kan uppnås genom att ofelbart känna till den.
Jaakko Hintikka hävdade att rimligheten i KK-principen beror på acceptansen av en stark uppfattning om kunskap och att den också delvis är konstituerande för den föreställningen. Han spårade tesens tidigaste iteration i Platons Charmides och Book of Lambda av Aristoteles Metafysik. Han citerade också exempel från andra punkter i filosofisk historia, och citerade bland andra Augustinus, Averoes, Thomas av Aquino och Baruch Spinozas verk. Som svar på kritiken om KK-principens osannolikhet, konstaterade Hintikka att det inte är en viktig punkt eftersom det viktiga är att principen kan "fånga en stark känsla av kunskap".